# 顏含
顏含（？—？），字弘都，琅邪莘人。晉朝官員，在晉官至右光祿大夫。

## 生平
顏含年輕時有操守品行，亦以孝聞名。初得本州辟命，但不應。後得東海王司馬越召為太傅參軍，出補闓陽令。
後來，琅邪王司馬睿受東海王越命留鎮下邳，任命顏含為其參軍。司馬睿過江南鎮建鄴後，以顏含為上虞令。先後轉任琅邪國郎中、丞相東閤祭酒、東陽太守。東晉建立後，顏含以儒素篤行補為太子中庶子，遷黃門侍郎、本州大中正，歷散騎常侍、大司農。蘇峻之亂被平定後，因顏含曾參與討伐而獲封西平縣侯，拜侍中，除吳郡太守。
後來，顏含即將赴吳郡擔任太守之職時，王導就問顏含：「卿現在要去管治名郡，有甚麼政策想優先做呢？」顏含就答：「王師連年有戰，已經令編戶人口虛耗，而南北權豪都爭相招攬民戶，國家困疲而家族殷豐，是執政者憂心的事。現在應該向世族徵召人口，命令他們重返農事，務求在數年之間令戶口充足，至於禮樂教化，就要由賢明守宰做了。」。顏含以前在地方為政清簡有恩德，賢明果斷，以威御下，王導就歎道：「顏公在任，吳人就不敢妄動了。」不過，顏含尚未上任，又還任侍中。
顏含不久除國子祭酒，加散騎常侍，遷光祿勳，並以年老遜位求退。晉成帝美其素行，遂加右光祿大夫，門施行馬，賜牀帳被褥，並敕太官四季送膳食到顏含府中的各項禮遇，顏含固辭不受。
晉成帝年幼繼位，王導一直輔政，並官至太傅、丞相，成帝對王導亦禮敬有加。由於皇帝師傅的身份，且王導地位崇高，當時就有議論眾臣亦應對王導跪拜。太常馮懷就問了已經退休的顏含，顏含答:「王公雖然貴重，但禮敬亦不應過分，跪拜這事，都是諸君的事了，鄙人已經老了，不識時務。」及後又對別人說：「我聽聞攻伐國家不問仁者。而馮祖思向我問佞事，我有不正之德麼？」當時又有人議論少正卯及盜跖哪個更奸惡，有人答：「正卯雖然奸邪，但不至於宰人當食物吃，盜跖更奸惡了。」但顏含卻說：「為惡而被揭露，人人都會想殺了他；但隱伏的奸惡，不是聖人不會誅殺。按這說法，少正的奸惡更甚了。」眾人都信服他。郭璞曾經想為顏含占卜，但遭顏含以「自有性命，無勞蓍龜」拒絕；桓溫亦曾向顏含求婚，但顏含嫌其驕傲自滿而拒絕。在東晉顏含只與鄧攸一人深交，而一次被問到江東士人優劣，他只答：「周伯仁之正，鄧伯道之清，卞望之之節，餘則吾不知也。」可見其雅重實務者，而不喜浮華虛偽者。
顏含退休後活了二十多年，至九十三歲時去世，遣命薄葬。朝廷賜諡靖。

## 逸事
顏含兄顏畿得病，並且死在醫者的家中。不過，顏家迎喪還家時卻發生旐旗纏繞著樹木不能解開，屢屢弄倒人，又有稱是顏畿報話：「我壽命未盡，只是服藥太多，傷了五臟。現在快要復活了，不要下葬呀。」父親顏默於是對顏畿的靈柩祝禱：「若果你能夠復活，我又怎會不想呢!現在只是返家，不是下葬呀。」此後旐旗竟然可以解了。還家後，顏畿妻夢到顏畿對她說：「我要復活了，請立即開棺。」當晚顏母及其他家人都有這個夢，於是眾人都打算開棺，不過顏默卻不信。顏含當時年紀尚小，但感慨道：「不尋常的事古時已有，今天這麼靈異，開棺的傷痛，比得上不開辜負他嗎？」於是還是將棺木打開，發現顏畿有以手刮棺木的痕跡，雙手都刮得受傷了，只是氣息微弱，都無意識。顏家接著盡力照料他，但照顧了一個月顏畿仍未能說話，飲食需要都經報夢傳達。顏家舉家照料他令到產業荒廢，顏母及顏畿妻都感到疲倦。顏含這時就加入照料，在接著的十三年都沒有出門及與人交往，盡心照顧哥哥。當時晉朝富人石崇欣賞顏含的行為，就送美食給顏家，但顏含致謝而不受。顏含後對人解釋：「病人體弱而神智不清，不但不能進食，亦不知人恩惠，如果我錯誤收了禮品，這怎會是送者的本意。」但顏畿還是救不回。
後來顏含父母及兩位兄長都去世了，二嫂樊氏亦因病盲了，顏含鼓勵家人，又每日親自料理藥膳，探問病情都先整飾好衣冠。後有醫者提出了偏方說要蛇膽，但顏含遍尋不獲，故此憂心了很久。一日，顏含獨自坐著，忽然有一個著青衣的童子，看起來十三、十四歲，拿著一個青囊送給顏含，顏含打開一看，是顆蛇膽。那童子退出門戶，突然變成一只青鳥飛去了。顏含用蛇膽去煎了藥，果真治好了二嫂的病。
顏含殯喪時，鄰居失火，人們拉著用來移動棺木的繩子，想將棺木拉出去但繩子卻斷了。就在火快要燒到棺木時竟熄滅了。眾人都以為是顏含生前的真誠感動上天。

## 家族

### 先祖
- 顏回，廿六世祖，孔子門徒之首，孔門十哲。

### 祖父
- 顏欽，給事中

### 父
- 顏默，曾任汝陰太守

### 兄
- 顏畿，咸寧年間得到疾病，就醫自療，遂死於醫家

### 子女
- 顏髦，黃門郎、侍中、光祿勳
- 顏謙，安成郡太守
- 顏約，零陵郡太守

## 延伸阅读
[在维基数据编辑]
 《晉書·卷088》，出自房玄齡《晉書》